# Hohenackeria exscapa
Hohenackeria exscapa är en flockblommig växtart som beskrevs av Loreto Grande. Hohenackeria exscapa ingår i släktet Hohenackeria och familjen flockblommiga växter. Inga underarter finns listade i Catalogue of Life.